# 서준룡
서준룡(1967년 8월 29일 ~)은 OB 베어스의 전 야구 선수다.

## 출신 학교
- 광주동성고등학교
- 성균관대학교

## 같이 보기
- 1990년 OB 베어스 시즌
- 1991년 OB 베어스 시즌